# Cantone di Monclar-de-Quercy
Il Cantone di Monclar-de-Quercy era una divisione amministrativa dell'arrondissement di Montauban.
È stato soppresso a seguito della riforma complessiva dei cantoni del 2014, che è entrata in vigore con le elezioni dipartimentali del 2015.
Comprendeva i comuni di:
- Bruniquel
- Génébrières
- Monclar-de-Quercy
- Puygaillard-de-Quercy
- La Salvetat-Belmontet